# Penguins (film)
Pour plus de détails, voir Fiche technique et Distribution.
Penguins est un film documentaire américain réalisé par Alastair Fothergill et Jeff Wilson, sorti en 2019.

## Synopsis

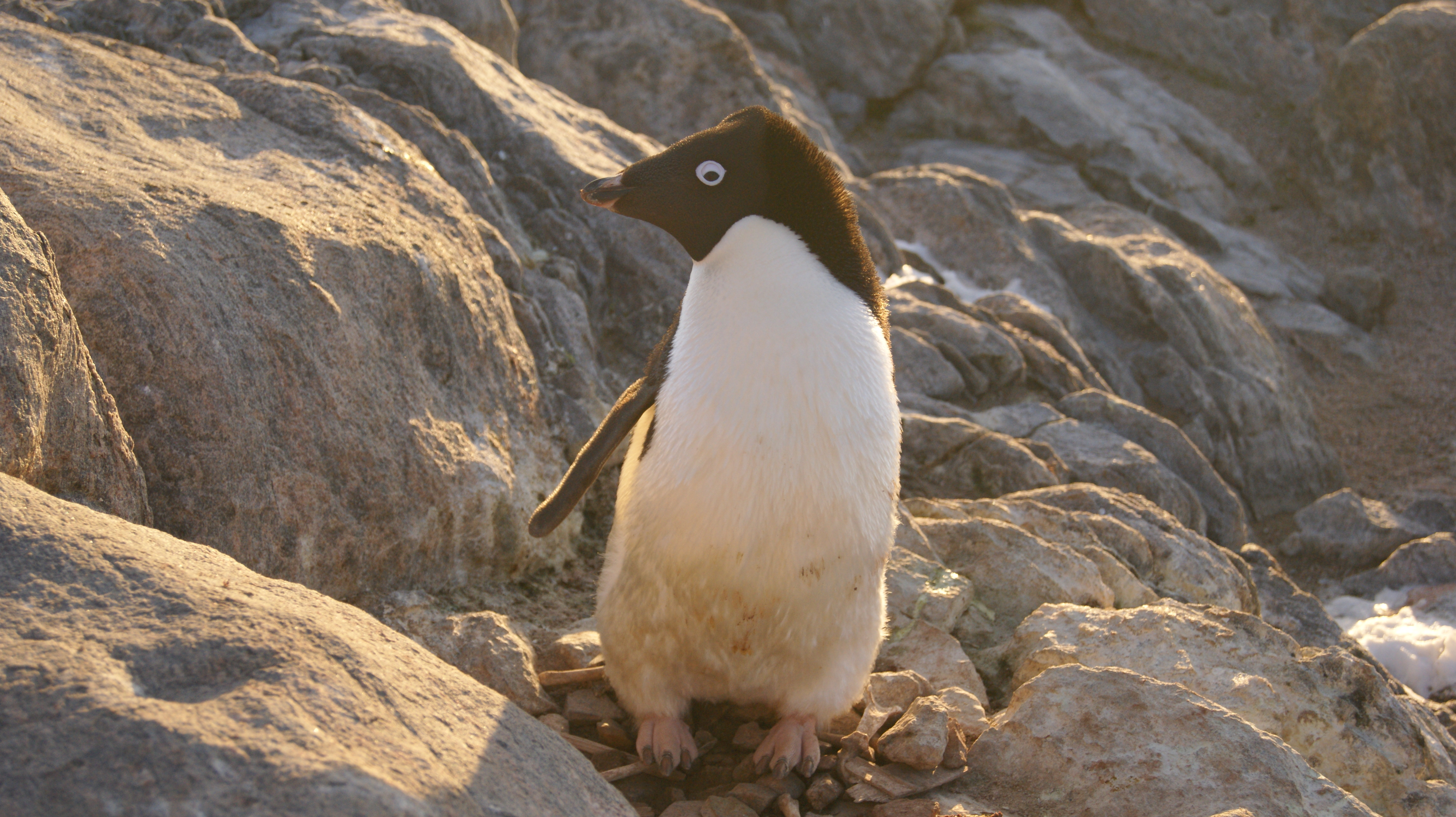
Le manchot Adélie est le sujet du documentaire.

Le documentaire suit la vie d'un manchot Adélie nommé Steve qui cherche une partenaire pour fonder une famille.

## Fiche technique
- Titre français et original : Penguins
- Réalisation : Alastair Fothergill et Jeff Wilson
- Scénario : David Fowler
- Musique : Harry Gregson-Williams
- Photographie : Rolf Steinmann
- Montage : Andy Netley
- Production : Roy Conli, Alastair Fothergill, Keith Scholey, Jeff Wilson
- Société(s) de production : Disneynature, Silverback Films
- Société(s) de distribution : Walt Disney Studios Motion Pictures International
- Budget : n/a
- Pays d’origine :  États-Unis
- Langue originale : anglais américain
- Format : couleur - 1.85:1 - son Dolby Atmos
- Genre : documentaire
- Durée : 76 minutes
- Dates de sortie :
  - États-Unis : 17 mars 2019 (Sun Valley Film Festival)
  - États-Unis : 17 avril 2019
  - France : 7 avril 2020
- Classification : tous publics

## Accueil

### Accueil critique
Penguins est accueilli de manière plutôt positive par les critiques. Sur le site Web agrégateur de critiques Metacritic, le film obtient le score de 69 sur 100, un score basé sur 18 critiques. Sur un autre site américain agrégateur de critiques, Rotten Tomatoes, le film réalise un score de 92%, d'après 63 critiques. Le magazine Variety note que Penguins est un « documentaire doux et sentimental pour le Jour de la Terre » et qu'« au lieu de bombarder les spectateurs avec une terminologie scientifique lourde et factuelle, il laisse se dérouler un récit poignant - avec le voyage d'un héros opprimé engageant, très accessible et grandement divertissant »,. Pour le New York Times, Penguins est « efficace [...] mais reste insuffisant et même trompeur, particulièrement quand des menaces communes qui connectent toutes les espèces - comme les changements climatiques - ne sont jamais abordées »,.

### Box office
Lors de son exploitation en salles aux États-Unis, Penguins récolte 5 812 926 dollars de recettes.